# Gilles Camberabero
Pour les articles homonymes, voir Camberabero.
Pas d'image ? Cliquez ici

a Compétitions nationales et continentales officielles uniquement.

Gilles Camberabero, né le 11 janvier 1963 à Valence, est un ancien joueur français de rugby, jouant au poste de demi de mêlée.

## Biographie
Fils de l'ancien international Guy Camberabero et neveu de Lilian, deux frères qui participent au premier Grand Chelem réalisé par le XV de France en 1968, il perpétue avec son frère Didier la tradition familiale.
Avec La Voulte sportif, il est huitièmes-de-finaliste de championnat de France en 1982 et en 1985.
Gilles Camberabero est ensuite appelé en équipe de France, il est remplacement à deux reprises contre la Roumanie en 1988 et contre l'Australie en 1989 mais n'entre pas en jeu.
Fin 1990, il est notamment sélectionné avec une sélection Provence-Côte d'Azur qui au Stade Mayol de Toulon réussira l'exploit de battre les All Blacks (15-19).
Il a évolué au plus haut niveau français en club, formant une redoutable paire de demis avec son frère notamment, à La Voulte sportif, à l'AS Béziers pendant 6 saisons, et enfin au FC Grenoble pendant l'ère des Mammouths de Grenoble qui viennent d’être privés du titre de champion de France 1993 à la suite d’une finale polémique après une erreur d’arbitrage.
Pour sa première saison, le club alpin atteint les demi-finales du championnat de France 1993-1994, défait 22 à 15 par l’ AS Montferrand.
Les trois saisons suivantes seront plus ordinaires et il mettra un terme à sa carrière en cours de saison 1996-1997.
Il est président de la marque française de prêt-à-porter Camberabero basé à Tournon-sur-Rhône en Ardèche.

## Palmarès
La liste suivante récapitule les performances du club :
- titres de champion et finales ainsi que les meilleures performances dans les compétitions.

Championnat de France
- Meilleure performance : demi-finaliste en 1991 avec l'AS Béziers et 1994 avec le FC Grenoble.

Coupe de France
- Vainqueur (1) : 1986 avec l'AS Béziers.